# Rudolf Wladimirowitsch Pljukfelder
Rudolf Wladimirowitsch Pljukfelder (russisch Рудольф Владимирович Плюкфельдер; * 6. September 1928 in Nowoorliwka, Oblast Donezk, Ukrainische SSR, Sowjetunion) ist ein ehemaliger sowjetischer Gewichtheber.

## Werdegang
Rudolf Pljukfelders Familienname geht eigentlich auf Pflugfelder zurück; diese abgeänderte Variante entstand wie bei vielen Russlanddeutschen durch die Auswanderung ins Russische Kaiserreich, das von der kyrillischen Schrift geprägt war. Seine Kindheit verbrachte Pljukfelder in seinem Geburtsort. Nach dem Überfall Hitlers auf die Sowjetunion 1941 wurde er mit seiner Familie nach Sibirien verschleppt. Dabei kamen sein Vater und ein Bruder ums Leben, die von Stalins Schergen erschossen wurden. Rudolf kam nach Kisseljowsk in Westsibirien und arbeitete dort ab seinem 14. Lebensjahr in einem Bergwerk bis 1962 unter Tage. In seiner Freizeit fing er an Sport zu treiben, zunächst Leichtathletik, dann Ringen. Mit 22 Jahren begann er mit dem Gewichtheben. Er trainierte in Kisseljowsk ohne Trainer. Im Laufe der Zeit entstand in Kisseljowsk eine hervorragende Gewichthebermannschaft, die von Rudolf trainiert wurde und in der der spätere mehrfache Weltmeister Alexei Wachonin der bekannteste Athlet war. Später zog Rudolf mit seiner Familie nach Schachty bei Rostow am Don. 1956 erreichte er die Spitze der sowjetischen Gewichtheber, als er bei der Völkerspartakiade mit 417,5 kg, den dritten Platz im Leichtschwergewicht (Klasse bis 82,5 kg Körpergewicht) belegte. 1958 wurde er erstmals sowjetischer Meister. Zu internationalen Einsätzen kam er erstmals 1959, weil ihm 1957 und 1958 noch der Altmeister Trofim Lomakin vorgezogen wurde. Bis 1964 stand Rudolf Pljukfelder dann in der sowjetischen Nationalmannschaft. Der Olympiasieg 1964 in Tokio im Alter von 36 Jahren war sein größter Erfolg.
Nach Beendigung seiner Karriere als aktiver Gewichtheber formte Rudolf Pljukfelder in Schachty als Trainer mehrere Gewichtheber zu Olympiasiegern, Welt- und Europameistern. Erwähnt seien hier Dawid Rigert, Gennadi Bessonow, Nikolai Kolesnikow und Wiktor Tregubow. Obwohl sich Rudolf Pljukfelder ohne Zweifel große Verdienste um das sowjetische und russische Gewichtheben erworben hatte, während er in Litauen gelebt hat, wurden ihm von Leuten, die ihm seine Erfolge offensichtlich neideten, immer mehr Knüppel zwischen die Beine geworfen. Er emigrierte deshalb mit seiner Familie nach Kassel.

## Internationale Erfolge
(OS = Olympische Spiele, WM = Weltmeisterschaft, EM = Europameisterschaft, Ls = Leichtschwergewicht)
- 1957, 1. Platz, Großer Preis der UdSSR in Moskau, Ls, mit 432,5 kg, vor Philipp Caira, England, 400 kg und Günter Siebert, DDR, 400 kg;
- 1958, 1. Platz, Großer Preis der UdSSR in Moskau, Ls, mit 440 kg, vor Wiktor Ljach, UdSSR, 425 kg und Woltschkow, UdSSR, 425 kg;
- 1959, 1. Platz, WM + EM in Warschau, Ls, mit 457,5 kg, vor Ireneusz Paliński, Polen, 432,5 kg und James George, USA, 417,5 kg;
- 1960, 1. Platz, EM in Mailand, Ls, mit 442,5 kg, vor Paliński, 425 kg und Marcel Paterni, Frankreich, 415 kg;
- 1961, 1. Platz, WM + EM in Wien, Ls, mit 450 kg, vor Géza Tóth, Ungarn, 432,5 kg und Thomas Kono, USA, 430 kg;
- 1963, 2. Platz, WM + EM in Stockholm, Ls, mit 467,5 kg, hinter Győző Veres, Ungarn, 477,5 kg und vor Tóth, 450 kg;
- 1964, 1. Platz, Großer Preis der UdSSR in Moskau, Ls, mit 470 kg, vor Rastscheschkin, UdSSR, 450 kg und Wojciechowski, UdSSR, 440 kg;
- 1964, Goldmedaille, OS in Tokio, Ls, mit 475 kg, vor Tóth, 467,5 kg und Veres, 467,5 kg.

## UdSSR-Meisterschaften
- 1956, 3. Platz, Ls, mit 417,5 kg, hinter Wassili Stepanow, 427,5 kg und Pegov, 420 kg;
- 1957, 2. Platz, Ls, mit 432,5 kg, hinter Trofim Lomakin, 440 kg und vor Rudman, 427,5 kg;
- 1958, 1. Platz, Ls, mit 440 kg, vor Ljach, 425 kg und Woltschkow, 425 kg;
- 1959, 1. Platz, Ls, mit 445 kg, vor Rastscheschkin, 425 kg und Pegow, 420 kg;
- 1960, 1. Platz, Ls, mit 455 kg, vor Pegow, 440 kg und Ljach, 435 kg;
- 1961, 1. Platz, Ls, mit 462,5 kg, vor Fjodor Bogdanowski, 440 und Rastscheschkin, 435 kg;
- 1962, 1. Platz, Ls, mit 450 kg, vor Rastscheschkin, 440 kg und Bogdanowski, 435 kg.

## Weltrekorde
(alle im Leichtschwergewicht erzielt)
im Drücken:
- 147,5 kg, 1958 in Rostow.

im Reißen:
- 138 kg, 1958 in Rostow,
- 138,5 kg, 1958 in Gorki,
- 139 kg, 1959 in Peking,
- 139,5 kg, 1959 in Moskau,
- 141 kg, 1959 in Warschau,
- 141,5 kg, 1960 in Ufa,
- 142 kg, 1961 in Dnepropetrowsk.

im olympischen Dreikampf:
- 452,5 kg, 1958 in Rostow,
- 455 kg, 1959 in Ufa,
- 457,5 kg, 1959 in Warschau,
- 462,5 kg, 1961 in Dnepropetrowsk.